# Blora
Blora is een regentschap (kabupaten) in de Indonesische provincie Midden-Java op Java. Het heeft een oppervlakte van 1.820,59 km² en had een bevolking van 829.728 bij de volkstelling 2010 en 884.333 bij de volkstelling 2020.

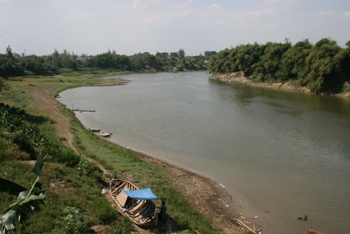
Rivier de Solo in Cepu in het regentschap Blora

## Geografie
|       | Gebieden                                   |
| Noord | Regentschap Rembang                        |
| Oost  | Provincie Oost-Java Regentschap Bojonegoro |
| Zuid  | Provincie Oost-Java Regentschap Ngawi      |
| West  | Regentschappen Pati en Grobogan            |

| Naam         | Opper vlakte in km² | Inwoners Volks telling 2010 | Inwoners Volks telling 2020 | Bevolkings dichtheid in 2020 (per km²) | Admin centrum   |
| ------------ | ------------------- | --------------------------- | --------------------------- | -------------------------------------- | --------------- |
| Jati         | 183,62              | 45.177                      | 49.143                      | 267,6                                  | Doplang         |
| Randublatung | 211,13              | 73.969                      | 77.649                      | 367,8                                  | Randublatung    |
| Kradenan     | 109,51              | 38.721                      | 41.062                      | 375,0                                  | Mendenrejo      |
| Kedungtuban  | 106,86              | 54.220                      | 57.447                      | 537,6                                  | Kedungtuban     |
| Cepu         | 49,15               | 72.146                      | 76.370                      | 1.554,0                                | Cepu            |
| Sambong      | 88,75               | 24.933                      | 27.659                      | 311,7                                  | Sambong         |
| Jiken        | 168,17              | 37.369                      | 38.374                      | 228,2                                  | Jiken           |
| Bogorejo     | 49,81               | 23.548                      | 24.805                      | 498,0                                  | Bogorejo        |
| Jepon        | 107,72              | 58.940                      | 62.824                      | 583,2                                  | Jepon           |
| Blora (town) | 79,79               | 90.714                      | 93.779                      | 1.175,3                                | Het is een stad |
| Banjarejo    | 103,52              | 56.907                      | 62.152                      | 600,4                                  | Banjarejo       |
| Tunjungan    | 101,82              | 44.828                      | 47.981                      | 471,2                                  | Tunjungan       |
| Japah        | 103,05              | 33.321                      | 35.310                      | 342,6                                  | Japah           |
| Ngawen       | 100,98              | 55.950                      | 60.559                      | 599,7                                  | Ngawen          |
| Kunduran     | 127,98              | 61.972                      | 66.189                      | 517,2                                  | Kunduran        |
| Todanan      | 128,74              | 57.013                      | 63.030                      | 489,6                                  | Todanan         |
| Totaal       | 1.820,59            | 829.728                     | 884.333                     | 485,7                                  |                 |

Stadsgemeenten: Magelang · Surakarta · Salatiga · Semarang · Pekalongan · Tegal

Regentschappen: Banjarnegara · Banyumas · Batang · Blora · Boyolali · Brebes · Cilacap · Demak · Grobogan · Japara · Karanganyar · Kebumen · Kendal · Klaten · Kudus · Magelang · Pati · Pekalongan · Pemalang · Purbalingga · Purworejo · Rembang · Semarang · Sragen · Sukoharjo · Tegal · Temanggung · Wonogiri · Wonosobo